# 16869 Košinár
16869 Košinár è un asteroide della fascia principale. Scoperto nel 1998, presenta un'orbita caratterizzata da un semiasse maggiore pari a 2,2237441 UA e da un'eccentricità di 0,1153289, inclinata di 4,24236° rispetto all'eclittica.